# Jornal de Negócios
O Jornal de Negócios é um diário de economia e finanças português, que tem a particularidade de ter nascido na Internet, onde é líder histórico de audiências. Diana Ramos é directora do Jornal de Negócios desde março de 2021. A publicação pertence ao grupo editorial português Medialivre.